# Röntgenemissionspektroskopi

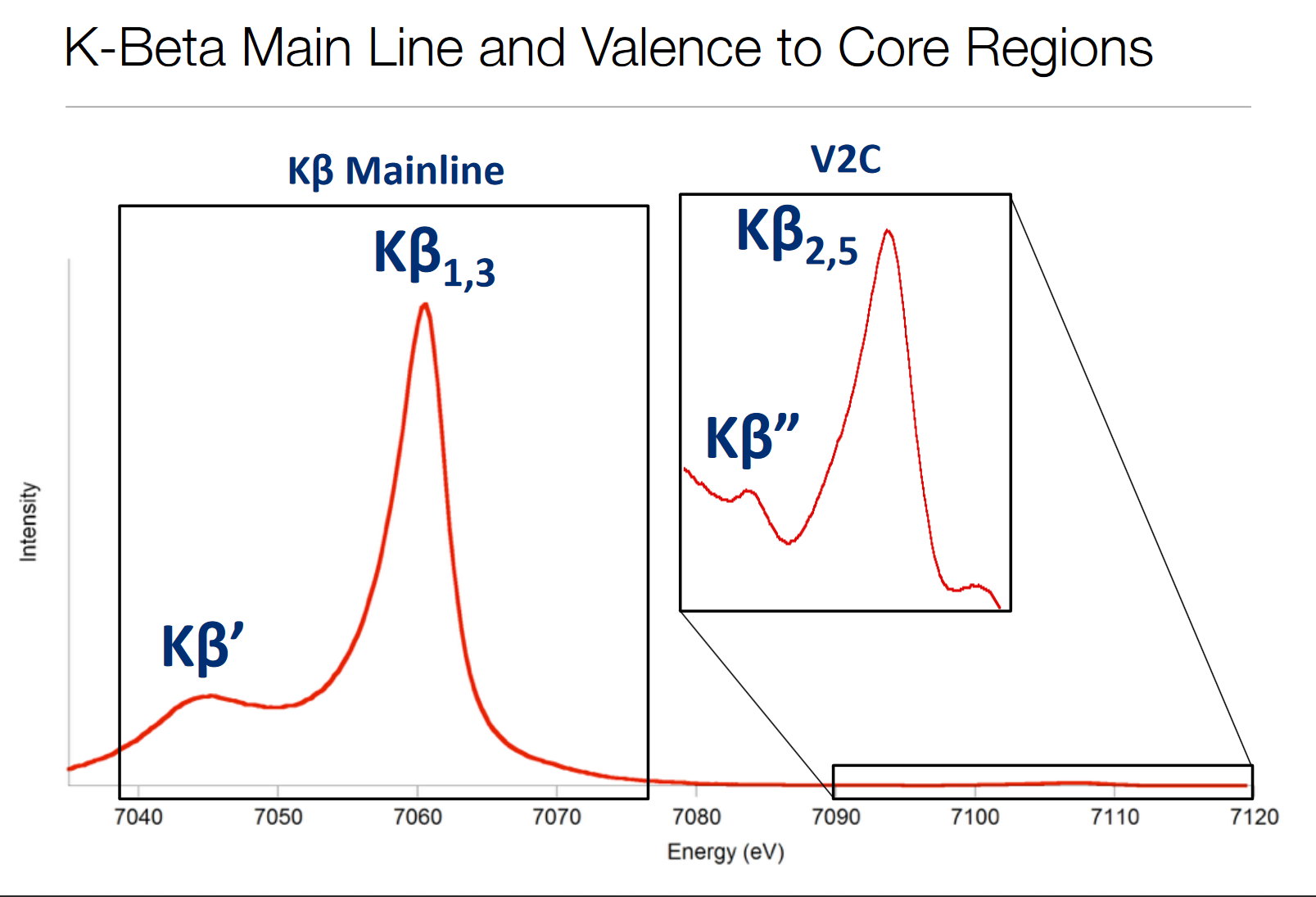

Röntgenemissionspektroskopi är en experimentell mätmetod där man registrerar röntgenfotoner som ett prov sänder ut  (emitterar; se också emissionslinje))  efter att den har exciterats med en annan elementarpartikel eller foton som hade tillräckligt hög energi. Denna excitation försätter en atom i provet i ett tillstånd där en plats i ett av de inre elektronskalen har frigjorts och kan ta emot en annan elektron som befinner sig i ett av de yttre skalen. En röntgenfoton kan emitteras när en sådan yttre elektron "faller ner i" (fyller) det tomma elektronskalet. Strålningen kallas för "karaktäristisk" eftersom de inre elektronskalens energinivåer är ganska väl bestämda ("skarpa") och grundämnenas energinivåer välseparerade från varandra.

## Resonant inelastisk röntgenspridning
En särskild form av röntgenemissionspektroskopi kan bedrivas när man använder monokromatisk röntgenstrålning från till exempel synkrotronljusanläggningar som excitationskälla. Man väljer excitationsenergin så att det sammanfaller med en topp nära absorptionskanten, en så kallad absorptionsresonans. Denna form av röntgenemissionspektroskopi kallas för resonant inelastisk röntgenspridning (en. resonant inelastic x-ray scattering eller RIXS). I detta fall blir excitationstvärsnittet (sannolikheten för denna effekt) stort och beskrivs som en andra ordningens optisk process, i motsats till "vanlig" röntgenemissionspektroskopi som är av första ordningen och oftast kallas för "röntgenfluorescensspektroskopi" för att avgränsa dessa två fenomen. RIXS beskrivs med hjälp av Kramers–Heisenberg formeln medan röntgenfluorescensspektroskopi kan beskrivas med Fermis gyllene regel.

## Historik
Manne Siegbahn använde sig på 1920-talet av röntgenemissionspektroskopi för att bestämma grundämnenas röntgenenergier. Han klassificerade deras röntgenemission i K-, L-, M- osv. serier. Denna experimentella teknik upplevde ny uppmärksamhet med förbättrade instrument under 1970-talet när precisionsmätningar av molekylära gaser avslöjade vibrationsstrukturer. Sedan 1980-talet används synkrotronljus för excitation. Den förutspådda RIXS-effekten upptäcktes under 1990-talet och utvecklades allt mera.